# NGC 6253
NGC 6253 is een open sterrenhoop in het sterrenbeeld Altaar. Het hemelobject werd op 14 mei 1826 ontdekt door de Schotse astronoom James Dunlop.

## Synoniemen
- OCL 972
- ESO 180-SC2